# Proljeće
Proljeće je jedno od četiriju godišnjih doba. Na sjevernoj polutki traje dio ožujka (od 21.), u travnju, svibnju i dio lipnja (do 21.), a na južnoj Zemljinoj polutki dio rujna, cijeli listopad, studeni i dio prosinca. Na prvi dan proljeća dan i noć jednako traju (proljetna ravnodnevica). Na južnoj Zemljinoj polutki, proljeće počinje 1. rujna, a završava 30. studenoga. Krajem proljeća nastaje ljeto, a krajem zime proljeće.

## Jezikoslovlje
Naziv pramaljeće fonološki je arhaizam u suvremenome standardu hrvatskoga jezika. U hrvatskim govorima javljaju se i nazivi pramaliće, mlado leto ili mladleto, protuletje ili protulitje, proliće, pretuljet, protolitje, pa i vuleća (sa značenjem neljeto).

## Proljetna razdoblja
Postoje tri razdoblja kroz proljeće: pretproljeće počinje u vrijeme pojavljivanja proljetnica, često zvanih "vjesnici proljeća"; rano proljeće  razdoblje je kad se pojavljuju cvjetovi i listići na drveću, a pravo proljeće  razdoblje je u kojem lista mnoštvo listopadnog drveća.
Najpoznatiji vjesnici proljeća su: kockavica, šumarica, podlijesak (šafran), visibaba i jaglac.

## Zanimljivosti o proljeću
U Staromu Rimu prvi se dan proljeća slavio kao početak jedne nove godine. Prije Rimljana, Kelti su slavili prvi dan proljeća kao uskrsnuće Sunca. Proljeće je za mnoge imalo značenje buđenja, stvaranja i rađanja novoga života. Primjer za to je Stonehenge, koji je izgrađen tako da se u zoru prvoga dana proljeća Sunce izdiže točno iznad menhira. U Staroj Grčkoj početak proljeća označavao je Dionizovo ponovno rođenje.

## Vanjske poveznice

### Sestrinski projekti
|  | Zajednički poslužitelj ima još gradiva o temi proljeće |
|  | Wječnik ima rječničku natuknicu proljeće               |
|  | Wikicitati imaju zbirke citata o temi proljeće         |

### Mrežna sjedišta
- proljeće Hrvatska enciklopedija. LZMK
- LZMK / Proleksis enciklopedija: proljeće